# Cohors III Delmatarum

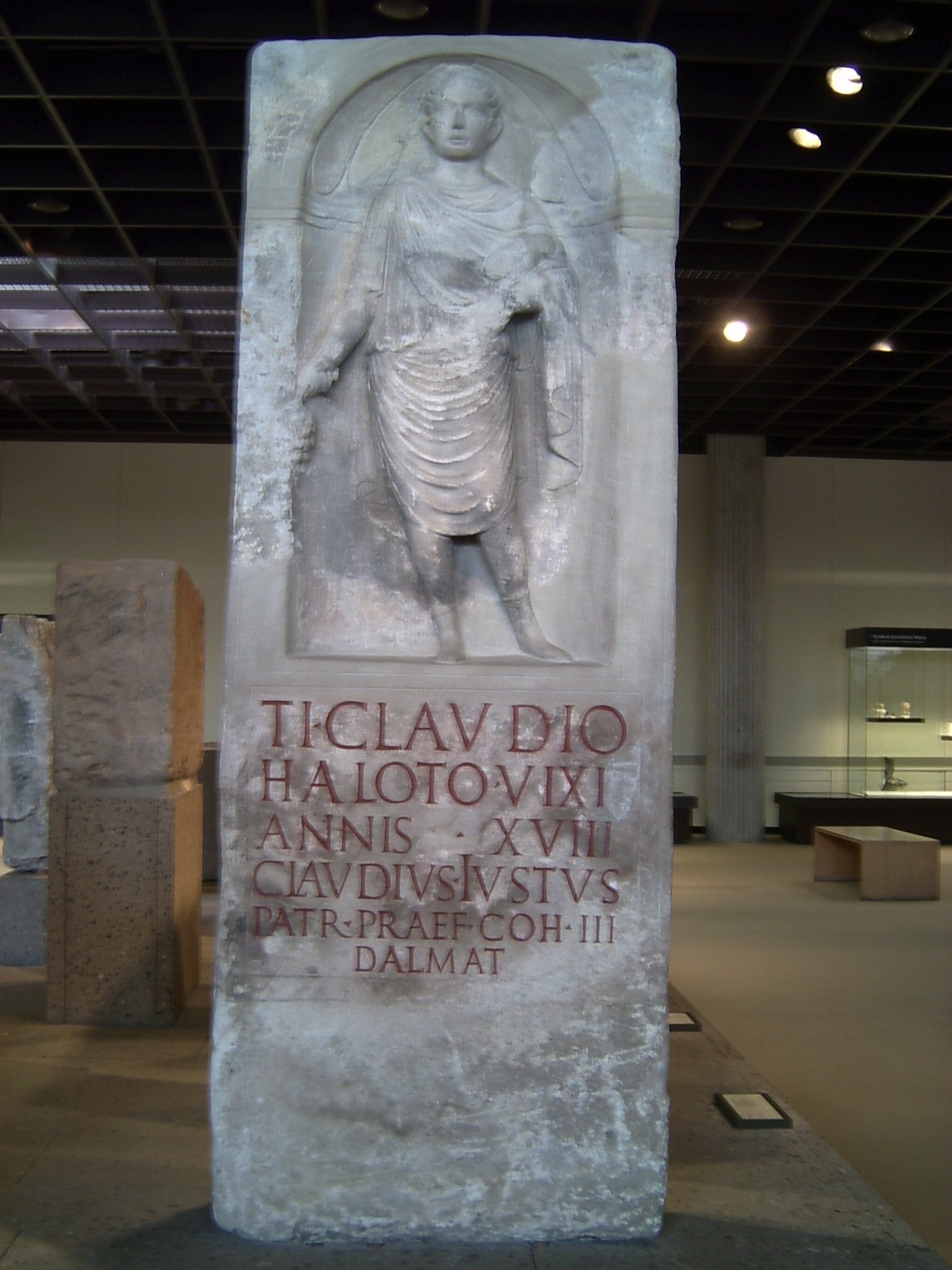
Grabstein des Tiberius Claudius Halotus, errichtet durch seinen Vater Claudius Iustus

Die Cohors III Delmatarum (bzw. Dalmatarum) [civium Romanorum] [pia fidelis] [Alexandriana] [Valeriana Gallienae] [milliaria] [equitata] (deutsch 3. Kohorte der Delmater (bzw. Dalmater) [der römischen Bürger] [loyal und treu] [die Alexandrianische] [die Valerianische Gallienische] [1000 Mann] [teilberitten]) war eine römische Auxiliareinheit. Sie ist durch Militärdiplome, Inschriften und Ziegelstempel belegt.

## Namensbestandteile
- Delmatarum (bzw. Dalmatarum): der Delmater. Die Soldaten der Kohorte wurden bei Aufstellung der Einheit aus dem illyrischen Stamm der Delmater auf dem Gebiet der römischen Provinz Dalmatia rekrutiert. Sowohl in den Inschriften als auch in den Militärdiplomen finden sich beide Namensvarianten.

- civium Romanorum: der römischen Bürger bzw. mit römischem Bürgerrecht. Den Soldaten der Einheit war das römische Bürgerrecht zu einem bestimmten Zeitpunkt verliehen worden. Für Soldaten, die nach diesem Zeitpunkt in die Einheit aufgenommen wurden, galt dies aber nicht. Sie erhielten das römische Bürgerrecht erst mit ihrem ehrenvollen Abschied (Honesta missio) nach 25 Dienstjahren. Der Zusatz kommt in den Inschriften (AE 1912, 5, CIL 3, 8010) vor.

- pia fidelis: loyal und treu. Domitian (81-96) verlieh den ihm treu gebliebenen römischen Streitkräften in Germania inferior nach der Niederschlagung des Aufstands von Lucius Antonius Saturninus die Ehrenbezeichnung pia fidelis Domitiana.[1] Der Zusatz kommt in Militärdiplomen und Inschriften vor.

- Alexandriana: die Alexandrianische. Eine Ehrenbezeichnung, die sich auf Severus Alexander (222-235) bezieht. Der Zusatz kommt in der Inschrift (AE 1912, 5) vor.

- Valeriana Gallienae: die Valerianische Gallienische. Eine Ehrenbezeichnung, die sich auf Valerian (253-260) und seinen Sohn Gallienus (260-268) bezieht. Der Zusatz kommt in der Inschrift (CIL 3, 8010) vor.

- milliaria: 1000 Mann. Je nachdem, ob es sich um eine Infanterie-Kohorte (Cohors milliaria peditata) oder einen gemischten Verband aus Infanterie und Kavallerie (Cohors milliaria equitata) handelte, lag die Sollstärke der Einheit entweder bei 800 oder 1040 Mann. Der Zusatz kommt in den Inschriften (AE 1912, 5, CIL 3, 8010) vor; dort wird statt milliaria das Zeichen {\displaystyle \infty } verwendet.

- equitata: teilberitten. Die Einheit war ein gemischter Verband aus Infanterie und Kavallerie. Der Zusatz kommt in den Inschriften (AE 1912, 5, CIL 3, 8010) vor.

Die Einheit war eine Cohors milliaria equitata. Die Sollstärke der Einheit lag daher bei 1040 Mann, bestehend aus 10 Centurien Infanterie mit jeweils 80 Mann sowie 8 Turmae Kavallerie mit jeweils 30 Reitern.

## Geschichte
Die Kohorte war in den Provinzen Germania, Germania Superior und Dacia (in dieser Reihenfolge) stationiert. Sie ist auf Militärdiplomen für die Jahre 80, 90, 116, 129, 134 und 179 n. Chr. aufgeführt.
Der erste Nachweis der Einheit in der Provinz Germania beruht auf einem Diplom, das auf das Jahr 80 datiert ist. In dem Diplom wird die Kohorte als Teil der Truppen (siehe Römische Streitkräfte in Germania) aufgeführt, die in der Provinz stationiert waren. Weitere Diplome, die auf 90, 116, 129 und 134 datiert sind, belegen die Einheit in der Provinz Germania Superior.
Der erste Nachweis der Einheit in der Provinz Dacia beruht auf einem Diplom, das auf das Jahr 179 datiert ist. In dem Diplom wird die Kohorte als Teil der Truppen (siehe Römische Streitkräfte in Dacia) aufgeführt, die in der Provinz stationiert waren. Letztmals ist die Einheit in Dakien durch die Inschrift (CIL 3, 8010) belegt, die auf 253/260 datiert ist, kurz bevor die Provinz unter Aurelian aufgegeben wurde.

## Standorte

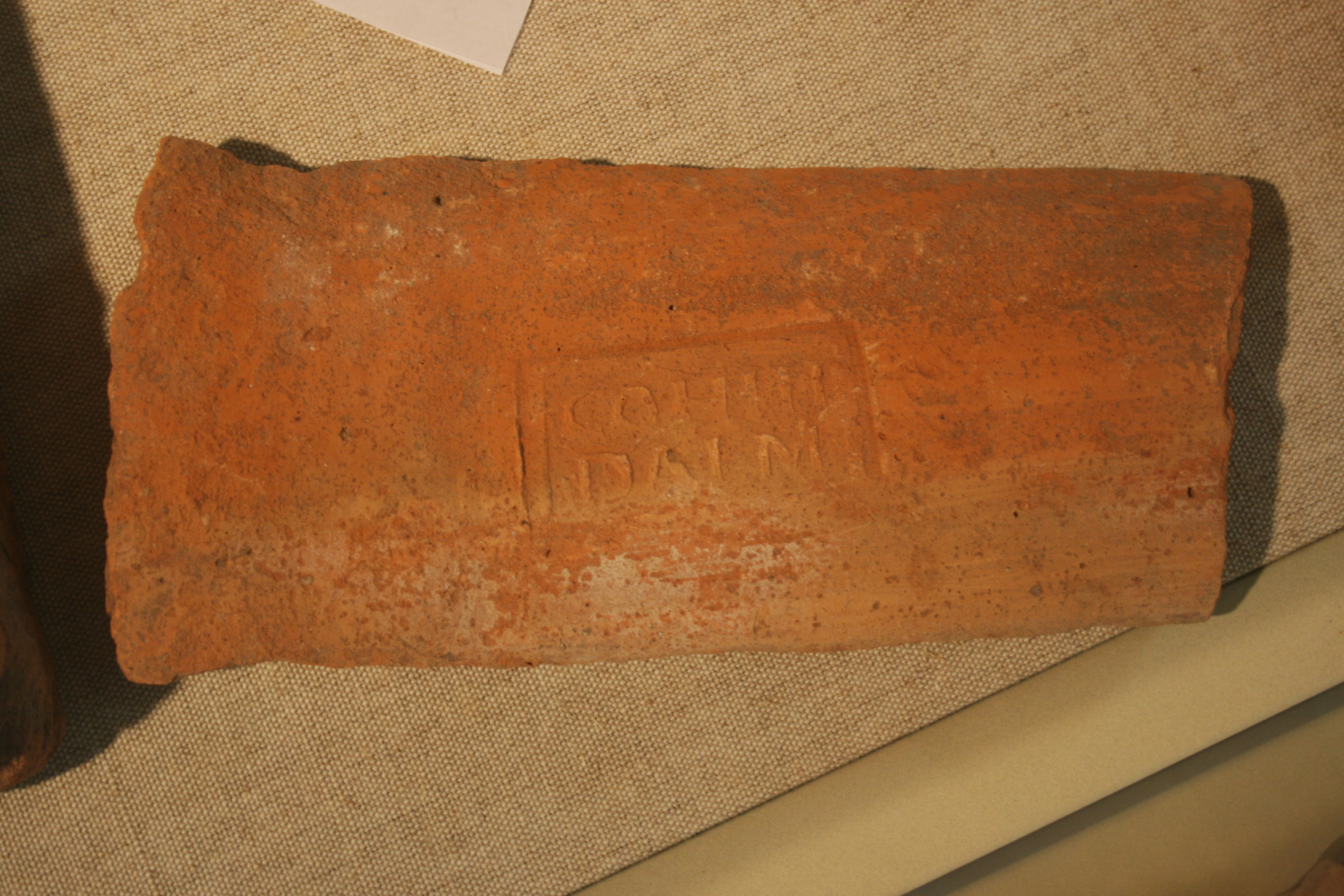
Ziegel mit dem Stempel COH III DALM aus Rückingen

Standorte der Kohorte in Germania waren möglicherweise:
- Aquae Mattiacorum[2][A 2] (Wiesbaden)
- Oberscheidental[A 2]
- Rückingen[5][A 2]

Ziegel mit verschiedenen Stempeln der Einheit wurden an den obigen Orten sowie in Arae Flaviae (Rottweil) und Großkrotzenburg gefunden (CIL 13, 12433 bis 12436).
Standorte der Kohorte in Dacia waren möglicherweise:
- Mehadia: Die Inschriften (AE 1912, 5, CIL 3, 8010) wurden in Mehadia gefunden.
- Sucidava: Ziegel mit verschiedenen Stempeln der Einheit wurden in Sucidava gefunden (AE 1939, 95, AE 1950, 75).

## Angehörige der Kohorte
Folgende Angehörige der Kohorte sind bekannt.

### Kommandeure
- Claudius Iustus, ein Präfekt (AE 1896, 101)

### Sonstige
| - Ael(ius) Cornelius, ein Veteran (AE 1973, 462) - Antestius Valentinus, ein Soldat (AE 1972, 494) - Aur(elius) Proculinus, ein Signifer (AE 1973, 463) | - Aur(elius) Sur[us], ein Soldat (AE 1973, 463) - P(ublius) Anto(nius) Super (CIL 3, 1474) |